# Solea bleekeri
Solea bleekeri es una especie de pez de la familia Soleidae en el orden de los Pleuronectiformes.

## Distribución geográfica
Se encuentran desde las  costas de Mozambique hasta Sudáfrica.